# Potęgowo (powiat wejherowski)
Potęgowo (dodatkowa nazwa w j. kaszub. Pòtãgòwò) – letniskowa kolonia kaszubska w Polsce położona w województwie pomorskim, w powiecie wejherowskim, w gminie Linia na północnym skraju Kaszubskiego Parku Krajobrazowego nad Jeziorem Potęgowskim. Wieś jest częścią sołectwa Kobylasz. W kierunku wschodnim od Potęgowa w kompleksie Lasów Mirachowskich znajdują się rezerwaty przyrody Jezioro Lubogoszcz, Szczelina Lechicka i Żurawie Błota.
W latach 1975–1998 miejscowość należała administracyjnie do województwa gdańskiego.
Podczas zaboru pruskiego wieś nosiła nazwę niemiecką Pottengowo. Podczas okupacji niemieckiej nazwa Pottengowo w 1942 została przez nazistowskich propagandystów niemieckich (w ramach szerokiej akcji odkaszubiania i odpolszczania nazw niemieckiego lebensraumu) zweryfikowana jako zbyt kaszubska i przemianowana na nowo wymyśloną i bardziej niemiecką – Tengau.